# Peter Olufsen (advokat)
 Der er flere personer med dette navn, se Peter Olufsen.
Peter Danckwart Olufsen (født 17. marts 1891 på Quistrup, død 17. januar 1972) var en dansk advokat, bror til Aksel og Svend Olufsen.
Han var søn af landstingsmand, godsejer Peter Olufsen og hustru Anna Hansen, blev 1909 student fra Schneekloths Skole og 1915 cand. jur. Han var 1915-16 fuldmægtig hos overretssagfører Wm. Angelo og fra 1915 hos højesteretssagfører C.L. David og var 1916-18 fungerende assistent i Indenrigsministeriet. 1918 blev han overretssagfører og praktiserede siden i København. 14. oktober 1949 blev Olufsen Ridder af Dannebrog. Han var formand for bestyrelsen for A/S Bang & Olufsen, A/S Palladium og medlem af bestyrelsen for A/S Marius Hartz (Standard Mønsterforretning), A/S for Kontor Kemi m.fl.
Olufsen blev gift 1. gang 8. august 1916 i Borre Kirke med Kamma Sophie Ilsted (5. februar 1894 i København - 16. februar 1928 sammesteds), datter af maleren Peter Ilsted og hustru Ingeborg Lovisa Petersen. 2. gang ægtede han 22. maj 1934 i Gimsing Kirke Ebba Ingeborg Ludovica Oline Frost født Olsen (20. juli 1893 i Trondhjem - ?), datter af generaldirektør, filmfabrikant Ole Olsen og hustru Anna Ludovika Hendriksen.